# Christopher Brookmyre
Œuvres principales
- Série Jack Parlabane
- Série Angelique de Xavia
- Série Jasmine Sharp
- Série Wilberforce “Will” Raven

Christopher Brookmyre, né le 6 septembre 1968 à Glasgow, est un écrivain écossais. Ses romans sont un mélange de comédie, de politique, de critique sociale et d'action, le tout soutenu par une puissante force narrative. Il est l'un des auteurs du mouvement littéraire Tartan Noir. Depuis 2008, il est président de la Humanist Society of Scotland.

## Biographie
Christopher Brookmyre grandit à Barrhead avant d'entrer à l'Université de Glasgow. Il travaille ensuite quelques années à Londres au magazine Screen International avant de retourner en Écosse.
Devenu journaliste indépendant, il écrit des reportages et des articles sur le football et sur le cinéma pour le compte du The Scotsman et du Edinburgh Evening News.
En parallèle à ses activités journalistiques, il amorce une carrière d'écrivain avec Un matin de chien (Quite Ugly One Morning, 1996), un premier roman considéré par Claude Mesplède comme une « œuvre cruelle, dure, mais aussi cocasse, avec des moments de folle drôlerie », et surtout emblématique du mouvement Tartan noir lié à la nouvelle génération des auteurs écossais du roman noir. Apparaît dans ce premier titre le héros Jack Parlabane, un journaliste d'enquête qui revient dans plusieurs romans.
En 2001, avec Petite bombe noire (A Big Boy Did It and Ran), Christopher Brookmyre amorce une série consacrée aux enquêtes de Angelique de Xavia, jeune inspectrice de police qui travaille à Glasgow.
Son roman Bedlam (2013) connaît une adaptation en jeu vidéo.
Christopher Brookmyre est marié depuis 1991 à Marisa Haetzman, médecin anesthésiste avec qui il écrit des romans signés Ambrose Parry. Il est supporteur du FC Saint Mirren Football, les références au football écossais étant fréquentes dans ses livres.

## Œuvre

### Romans

#### SérieJack Parlabane
1. Un matin de chien, Gallimard, coll. « Série noire » no 2521, 2001 ((en) Quite Ugly One Morning, 1996), trad. Nicolas Mesplède, 305 p.  (ISBN 2-07-049678-3)
2. Le Royaume des aveugles, Gallimard, coll. « Série noire » no 2610, 2001 ((en) Country of the Blind, 1997), trad. Nicolas Mesplède et révisé par Catherine Boudigues, 442 p.  (ISBN 2-07-075457-X)
3. (en) Boiling a Frog, 2000
4. (en) Be My Enemy, 2004
5. Les canards en plastique attaquent, Denoël, 2010 ((en) The Attack of the Unsinkable Rubber Ducks, 2007), trad. Emmanuelle Hardy, 430 p.  (ISBN 978-2-207-26034-0)
6. (en) Dead Girl Walking, 2015
7. Sombre avec moi, Métailié, 2019 ((en) Black Widow, 2016), trad. Céline Schwaller, 496 p.  (ISBN 979-10-226-0870-1)
8. Les Ombres de la toile, Métailié, 2020 ((en) Want You Gone, 2017), trad. David Fauquemberg, 450 p.  (ISBN 979-10-226-1033-9)Réédition, Points, coll. « Points policier » no P5339, 2021, 572 p. (ISBN 978-2-7578-8627-4)

#### SérieAngelique de Xavia
1. Petite Bombe noire, L'Aube, coll. « L'Aube noire », 2004 ((en) A Big Boy did it and Ran Away, 2001), trad. Emmanuelle Hardy, 458 p.  (ISBN 2-87678-891-8)Réédition, Points, coll. « Points policier » no P2272, 2010, 541 p. (ISBN 978-2-7578-1561-8)
2. Petit Bréviaire du braqueur, L'Aube, coll. « L'Aube noire », 2004 ((en) The Sacred Art of Stealing, 2002), trad. Emmanuelle Hardy, 416 p.  (ISBN 2-87678-963-9)Réédition, Points, coll. « Points policier » no P2430, 2010, 493 p. (ISBN 978-2-7578-1560-1)
3. (en) A Snowball in Hell, 2008

#### SérieJasmine Sharp
1. (en) Where the Bodies are Buried, 2011
2. (en) When the Devil Drives, 2012
3. (en) Flesh Wounds, 2013Titré Bred in the Bone aux États-Unis

#### Romans indépendants
- (en) Not the End of the World, 1998
- (en) One Fine Day in the Middle of the Night, 1999
- Faites vos jeux !, L'Aube, coll. « L'Aube noire », 2007 ((en) All Fun and Games Until Someone Loses an Eye, 2005), trad. Emmanuelle Hardy, 558 p.  (ISBN 978-2-7526-0524-5)
- (en) A Tale Etched in Blood and Hard Black Pencil, 2006
- (en) Pandaemonium, 2009
- (en) Jaggy Splinters, 2012
- (en) Bedlam, 2013
- L’Ange déchu, Métailié, coll. « Bibliothèque Écossaise », 2021 ((en) Fallen Angel, 2019), trad. Céline Schwaller, 384 p.  (ISBN 979-10-226-1116-9)Réédition, Points, coll. « Points policier » no P5339, 2022, 432 p. (ISBN 978-2-7578-9233-6)
- La Maison sur la falaise, Métailié, coll. « Bibliothèque Écossaise », 2024 ((en) The Cliff House, 2022), trad. Céline Schwaller, 300 p.  (ISBN 979-10-226-1363-7)

### Romans signés Ambrose Parry

#### SérieWilberforce “Will” Raven
1. (en) The Way of All Flesh, 2018
2. (en) The Art of Dying, 2019

### Romans signés Chris Brookmyre
- La Ville dans le ciel, Denoël, coll. « Lunes d'encre », 2021 ((en) Places in the Darkness, 2017), trad. Sébastien Guillot, 512 p.  (ISBN 978-2-207-14480-0)Réédition, Gallimard, coll. « Folio SF » no 728, 2023, 608 p. (ISBN 978-2-07-301564-8)
- Coupez !, Métailié, 2022 ((en) The Cut, 2021), trad. David Fauquemberg, 509 p.  (ISBN 979-10-226-1190-9)

## Prix et distinctions

### Prix
- Un matin de chien, (Quite ugly one morning) a reçu le Critics' First Blood Award du meilleur roman policier de l'année 1996.
- Boiling a Frog a reçu le Sherlock Award du meilleur Détective Comique en 2000.
- Faites vos jeux ! (All Fun and Games until Somebody Loses an Eye) a reçu le septième prix Bollinger Everyman Wodehouse de fiction comique en 2006.

### Nominations
- Gold Dagger Award 2016 pour Black Widow[5]
- Historical Dagger Award 2022 pour A Corruption of Blood[5]